# 太青乡
太青乡，是中华人民共和国湖南省常德市澧县下辖的一个乡镇级行政单位。

## 行政区划
太青乡下辖以下地区：
东门村、探峪村、遇市村、狮象村、长冲村、太青村、横山寺村、丰年村、石板村、田冲村、南山村、嘉山原种场嘉山村、嘉山原种场鲁加坪村、棉花原种场岩桥村、棉花原种场伍家村、天供山森林场新泉村、山门水库直属队和马堰农科所直属队。